# Simone Legerstee
Simone Legerstee (* 27. Juni 1986 in Rotterdam) ist eine niederländische Volleyballspielerin.

## Karriere
Legerstee kam als Tochter einer Volleyballspielerin früh zu diesem Sport. Sie begann ihre Karriere bei Alcom Capelle und spielte später in ihrer Heimatstadt beim VC Nesselande. Mit der niederländischen Jugendnationalmannschaft belegte sie 2003 den vierten Platz bei der Nachwuchs-Weltmeisterschaft. Anschließend widmete sie sich zunächst ihrem Studium der Gesundheitswissenschaften widmete. Von 2007 bis 2010 spielte die Libera für Sliedrecht Sport, bevor sie vom deutschen Bundesligisten VT Aurubis Hamburg verpflichtet wurde. Dort scheiterte der Versuch, die Position doppelt zu besetzen, weshalb Legerstee 2011 zu Alemannia Aachen wechselte.